# Повышенная академическая нагрузка
Повышенная академическая (или учебная) нагрузка (синонимы в бывшем СССР — углублённая программа, программа повышенной трудности, расширенная программа) — программа обучения, где количество предметов и/или их содержание расширено по сравнению с обязательной учебной программой.
Повышенная учебная нагрузка по своей природе является долговременным взаимным обязательством ученика и преподавателя — по этой причине её не следует путать с такими мероприятиями, как учебные олимпиады и конкурсы.

## РФ и страны бывшего СССР
В государственных учебных заведениях, как правило, термин применяется по отношению к средним и старшим классам. В младших классах речь может идти о дополнительных заданиях или внеклассных занятиях. В университетах средством реализации повышенной нагрузки может быть индивидуальный план обучения.
В отдельных гимназиях академическая нагрузка может быть расширена дополнительными предметами, при условии соблюдения обязательных требований к учебной программе, необходимых для последующей сдачи студентами ЕГЭ.

## Канада и США
В средних классах Канады и США существуют программы для одарённых учеников. Ученики, прошедшие тесты, либо продолжают обучение в своих классах, при этом учитель-куратор следит, чтобы им давались дополнительные задания, либо переходят в школы, где имеются классы с дополнительной нагрузкой для одарённых детей. Несовершенство данной системы состоит в том, что ученики, выполняющие задания повышенной сложности, не получают за них какие-либо дополнительные баллы, поэтому при поступлении в университет рискуют больше по сравнению с учениками, которые обучались по обычной школьной программе.
В частных школах программа может быть расширена по сравнению с обычной.
В старших классах в ряде школ существует программа en:advanced placement, позволяющая ученикам получать за отдельные предметы дополнительные кредиты, которые зачитываются как кредиты программы колледжа или бакалавриата при последующем поступлении в колледж или университет.